# Veritas Ziener
Prins Veritas Ziener van de Zes Hertogdommen, later Koning Veritas Ziener van de Zes Hertogdommen is een personage uit de boeken van Robin Hobb. Hij is een van de belangrijkste personages in De boeken van de Zieners, waar hij de oom (vadersbroer) van hoofdpersoon FitzChevalric Ziener is.
Veritas is de tweede zoon van Koning Vlijm Ziener en Koningin Constance Ziener. Hij is getrouwd met Koningin Kettricken van het Bergrijk en officieel de vader van Prins Plicht Ziener. Tevens is hij de jongere broer van Prins Chevalric Ziener en de oudere halfbroer van Regaal Ziener. Hij offert zijn leven aan het einde van De boeken van de Zieners, waardoor hij niet terugkeert in de serie die volgt, De boeken van de Nar.

## Geschiedenis
|  |  | Onbekende vrouw, soldaat | Onbekende vrouw, soldaat | Onbekende vrouw, soldaat      | Onbekende vrouw, soldaat      | Onbekende vrouw, soldaat      | Onbekende vrouw, soldaat      |                               |                               |                        |                        |                        |                        |                        |                        |                     |                     |                     |                     |                     |                     |                 |                 |  |  |                       |                       |                            |                            | Koning Bounty Ziener       | Koning Bounty Ziener       | Koning Bounty Ziener       | Koning Bounty Ziener       | Koning Bounty Ziener        | Koning Bounty Ziener        |                             |                             |                             |                             |                      |                      |                      |                      |                             |                             | De vrouw van Koning Bounty  | De vrouw van Koning Bounty  | De vrouw van Koning Bounty  | De vrouw van Koning Bounty  | De vrouw van Koning Bounty | De vrouw van Koning Bounty |          |          |              |              |              |              |              |              |  |  |  |  |  |  |  |  |  |  |  |  |  |  |  |  |
|  |  | Onbekende vrouw, soldaat | Onbekende vrouw, soldaat | Onbekende vrouw, soldaat      | Onbekende vrouw, soldaat      | Onbekende vrouw, soldaat      | Onbekende vrouw, soldaat      |                               |                               |                        |                        |                        |                        |                        |                        |                     |                     |                     |                     |                     |                     |                 |                 |  |  |                       |                       |                            |                            | Koning Bounty Ziener       | Koning Bounty Ziener       | Koning Bounty Ziener       | Koning Bounty Ziener       | Koning Bounty Ziener        | Koning Bounty Ziener        |                             |                             |                             |                             |                      |                      |                      |                      |                             |                             | De vrouw van Koning Bounty  | De vrouw van Koning Bounty  | De vrouw van Koning Bounty  | De vrouw van Koning Bounty  | De vrouw van Koning Bounty | De vrouw van Koning Bounty |          |          |              |              |              |              |              |              |  |  |  |  |  |  |  |  |  |  |  |  |  |  |  |  |
|  |  |                          |                          |                               |                               |                               |                               |                               |                               |                        |                        |                        |                        |                        |                        |                     |                     |                     |                     |                     |                     |                 |                 |  |  |                       |                       |                            |                            |                            |                            |                            |                            |                             |                             |                             |                             |                             |                             |                      |                      |                      |                      |                             |                             |                             |                             |                             |                             |                            |                            |          |          |              |              |              |              |              |              |  |  |  |  |  |  |  |  |  |  |  |  |  |  |  |  |
|  |  |                          |                          |                               |                               |                               |                               |                               |                               |                        |                        |                        |                        |                        |                        |                     |                     |                     |                     |                     |                     |                 |                 |  |  |                       |                       |                            |                            |                            |                            |                            |                            |                             |                             |                             |                             |                             |                             |                      |                      |                      |                      |                             |                             |                             |                             |                             |                             |                            |                            |          |          |              |              |              |              |              |              |  |  |  |  |  |  |  |  |  |  |  |  |  |  |  |  |
|  |  |                          |                          |                               |                               | Chade Valster                 | Chade Valster                 | Chade Valster                 | Chade Valster                 | Chade Valster          | Chade Valster          |                        |                        |                        |                        | Constance           | Constance           | Constance           | Constance           | Constance           | Constance           |                 |                 |  |  |                       |                       |                            |                            | Koning Vlijm Ziener        | Koning Vlijm Ziener        | Koning Vlijm Ziener        | Koning Vlijm Ziener        | Koning Vlijm Ziener         | Koning Vlijm Ziener         |                             |                             |                             |                             |                      |                      |                      |                      |                             |                             | Désirée                     | Désirée                     | Désirée                     | Désirée                     | Désirée                    | Désirée                    |          |          | Merry Ziener | Merry Ziener | Merry Ziener | Merry Ziener | Merry Ziener | Merry Ziener |  |  |  |  |  |  |  |  |  |  |  |  |  |  |  |  |
|  |  |                          |                          |                               |                               | Chade Valster                 | Chade Valster                 | Chade Valster                 | Chade Valster                 | Chade Valster          | Chade Valster          |                        |                        |                        |                        | Constance           | Constance           | Constance           | Constance           | Constance           | Constance           |                 |                 |  |  |                       |                       |                            |                            | Koning Vlijm Ziener        | Koning Vlijm Ziener        | Koning Vlijm Ziener        | Koning Vlijm Ziener        | Koning Vlijm Ziener         | Koning Vlijm Ziener         |                             |                             |                             |                             |                      |                      |                      |                      |                             |                             | Désirée                     | Désirée                     | Désirée                     | Désirée                     | Désirée                    | Désirée                    |          |          | Merry Ziener | Merry Ziener | Merry Ziener | Merry Ziener | Merry Ziener | Merry Ziener |  |  |  |  |  |  |  |  |  |  |  |  |  |  |  |  |
|  |  |                          |                          |                               |                               |                               |                               |                               |                               |                        |                        |                        |                        |                        |                        |                     |                     |                     |                     |                     |                     |                 |                 |  |  |                       |                       |                            |                            |                            |                            |                            |                            |                             |                             |                             |                             |                             |                             |                      |                      |                      |                      |                             |                             |                             |                             |                             |                             |                            |                            |          |          |              |              |              |              |              |              |  |  |  |  |  |  |  |  |  |  |  |  |  |  |  |  |
|  |  |                          |                          |                               |                               |                               |                               |                               |                               |                        |                        |                        |                        |                        |                        |                     |                     |                     |                     |                     |                     |                 |                 |  |  |                       |                       |                            |                            |                            |                            |                            |                            |                             |                             |                             |                             |                             |                             |                      |                      |                      |                      |                             |                             |                             |                             |                             |                             |                            |                            |          |          |              |              |              |              |              |              |  |  |  |  |  |  |  |  |  |  |  |  |  |  |  |  |
|  |  | Bergvrouw                | Bergvrouw                | Bergvrouw                     | Bergvrouw                     | Bergvrouw                     | Bergvrouw                     |                               |                               | Prins Chevalric Ziener | Prins Chevalric Ziener | Prins Chevalric Ziener | Prins Chevalric Ziener | Prins Chevalric Ziener | Prins Chevalric Ziener |                     |                     | Vrouwe Patience     | Vrouwe Patience     | Vrouwe Patience     | Vrouwe Patience     | Vrouwe Patience | Vrouwe Patience |  |  | Koning Veritas Ziener | Koning Veritas Ziener | Koning Veritas Ziener      | Koning Veritas Ziener      | Koning Veritas Ziener      | Koning Veritas Ziener      |                            |                            | Kettricken van het Bergrijk | Kettricken van het Bergrijk | Kettricken van het Bergrijk | Kettricken van het Bergrijk | Kettricken van het Bergrijk | Kettricken van het Bergrijk |                      |                      | Koning Regaal Ziener | Koning Regaal Ziener | Koning Regaal Ziener        | Koning Regaal Ziener        | Koning Regaal Ziener        | Koning Regaal Ziener        |                             |                             |                            |                            | Augustus | Augustus | Augustus     | Augustus     | Augustus     | Augustus     |              |              |  |  |  |  |  |  |  |  |  |  |  |  |  |  |  |  |
|  |  | Bergvrouw                | Bergvrouw                | Bergvrouw                     | Bergvrouw                     | Bergvrouw                     | Bergvrouw                     |                               |                               | Prins Chevalric Ziener | Prins Chevalric Ziener | Prins Chevalric Ziener | Prins Chevalric Ziener | Prins Chevalric Ziener | Prins Chevalric Ziener |                     |                     | Vrouwe Patience     | Vrouwe Patience     | Vrouwe Patience     | Vrouwe Patience     | Vrouwe Patience | Vrouwe Patience |  |  | Koning Veritas Ziener | Koning Veritas Ziener | Koning Veritas Ziener      | Koning Veritas Ziener      | Koning Veritas Ziener      | Koning Veritas Ziener      |                            |                            | Kettricken van het Bergrijk | Kettricken van het Bergrijk | Kettricken van het Bergrijk | Kettricken van het Bergrijk | Kettricken van het Bergrijk | Kettricken van het Bergrijk |                      |                      | Koning Regaal Ziener | Koning Regaal Ziener | Koning Regaal Ziener        | Koning Regaal Ziener        | Koning Regaal Ziener        | Koning Regaal Ziener        |                             |                             |                            |                            | Augustus | Augustus | Augustus     | Augustus     | Augustus     | Augustus     |              |              |  |  |  |  |  |  |  |  |  |  |  |  |  |  |  |  |
|  |  |                          |                          |                               |                               |                               |                               |                               |                               |                        |                        |                        |                        |                        |                        |                     |                     |                     |                     |                     |                     |                 |                 |  |  |                       |                       |                            |                            |                            |                            |                            |                            |                             |                             |                             |                             |                             |                             |                      |                      |                      |                      |                             |                             |                             |                             |                             |                             |                            |                            |          |          |              |              |              |              |              |              |  |  |  |  |  |  |  |  |  |  |  |  |  |  |  |  |
|  |  |                          |                          |                               |                               |                               |                               |                               |                               |                        |                        |                        |                        |                        |                        |                     |                     |                     |                     |                     |                     |                 |                 |  |  |                       |                       |                            |                            |                            |                            |                            |                            |                             |                             |                             |                             |                             |                             |                      |                      |                      |                      |                             |                             |                             |                             |                             |                             |                            |                            |          |          |              |              |              |              |              |              |  |  |  |  |  |  |  |  |  |  |  |  |  |  |  |  |
|  |  |                          |                          | FitzChevalric Ziener          | FitzChevalric Ziener          | FitzChevalric Ziener          | FitzChevalric Ziener          | FitzChevalric Ziener          | FitzChevalric Ziener          |                        |                        |                        |                        |                        |                        | Mollie Kaarsenmaker | Mollie Kaarsenmaker | Mollie Kaarsenmaker | Mollie Kaarsenmaker | Mollie Kaarsenmaker | Mollie Kaarsenmaker |                 |                 |  |  |                       |                       | Offer Ziener (doodgeboren) | Offer Ziener (doodgeboren) | Offer Ziener (doodgeboren) | Offer Ziener (doodgeboren) | Offer Ziener (doodgeboren) | Offer Ziener (doodgeboren) |                             |                             | Koning Plicht Ziener        | Koning Plicht Ziener        | Koning Plicht Ziener        | Koning Plicht Ziener        | Koning Plicht Ziener | Koning Plicht Ziener |                      |                      | Narkieza Elliana Zwartwater | Narkieza Elliana Zwartwater | Narkieza Elliana Zwartwater | Narkieza Elliana Zwartwater | Narkieza Elliana Zwartwater | Narkieza Elliana Zwartwater |                            |                            |          |          |              |              |              |              |              |              |  |  |  |  |  |  |  |  |  |  |  |  |  |  |  |  |
|  |  |                          |                          | FitzChevalric Ziener          | FitzChevalric Ziener          | FitzChevalric Ziener          | FitzChevalric Ziener          | FitzChevalric Ziener          | FitzChevalric Ziener          |                        |                        |                        |                        |                        |                        | Mollie Kaarsenmaker | Mollie Kaarsenmaker | Mollie Kaarsenmaker | Mollie Kaarsenmaker | Mollie Kaarsenmaker | Mollie Kaarsenmaker |                 |                 |  |  |                       |                       | Offer Ziener (doodgeboren) | Offer Ziener (doodgeboren) | Offer Ziener (doodgeboren) | Offer Ziener (doodgeboren) | Offer Ziener (doodgeboren) | Offer Ziener (doodgeboren) |                             |                             | Koning Plicht Ziener        | Koning Plicht Ziener        | Koning Plicht Ziener        | Koning Plicht Ziener        | Koning Plicht Ziener | Koning Plicht Ziener |                      |                      | Narkieza Elliana Zwartwater | Narkieza Elliana Zwartwater | Narkieza Elliana Zwartwater | Narkieza Elliana Zwartwater | Narkieza Elliana Zwartwater | Narkieza Elliana Zwartwater |                            |                            |          |          |              |              |              |              |              |              |  |  |  |  |  |  |  |  |  |  |  |  |  |  |  |  |
|  |  |                          |                          |                               |                               |                               |                               |                               |                               |                        |                        |                        |                        |                        |                        |                     |                     |                     |                     |                     |                     |                 |                 |  |  |                       |                       |                            |                            |                            |                            |                            |                            |                             |                             |                             |                             |                             |                             |                      |                      |                      |                      |                             |                             |                             |                             |                             |                             |                            |                            |          |          |              |              |              |              |              |              |  |  |  |  |  |  |  |  |  |  |  |  |  |  |  |  |
|  |  |                          |                          | Pé de Minstreel (geadopteerd) | Pé de Minstreel (geadopteerd) | Pé de Minstreel (geadopteerd) | Pé de Minstreel (geadopteerd) | Pé de Minstreel (geadopteerd) | Pé de Minstreel (geadopteerd) |                        |                        | Netel Ziener           | Netel Ziener           | Netel Ziener           | Netel Ziener           | Netel Ziener        | Netel Ziener        |                     |                     |                     |                     |                 |                 |  |  |                       |                       |                            |                            |                            |                            |                            |                            |                             |                             |                             |                             |                             |                             | Prins Prosper Ziener | Prins Prosper Ziener | Prins Prosper Ziener | Prins Prosper Ziener | Prins Prosper Ziener        | Prins Prosper Ziener        |                             |                             |                             |                             |                            |                            |          |          |              |              |              |              |              |              |  |  |  |  |  |  |  |  |  |  |  |  |  |  |  |  |

Aan het begin van De boeken van de Zieners is Veritas een krachtige en gespierde soldaat in de bloei van zijn leven. Hij heeft het bruin, krullend haar en de donkere ogen die het koninklijk geslacht der Zieners typeren. Zijn vader, Koning Vlijm, heeft hem altijd gezien als een goede tweede zoon. Hij is immers altijd een strijder geweest; dit in tegenstelling tot zijn oudere broer, Chevalric Ziener, die weer veel diplomatieke talenten heeft. 
In zijn jeugd is hij echter goed bevriend geraakt met zijn oudere broer. Chevalric maakt hem zelfs deelgenoot van het geheim van het bestaan van Chade Valster, de bastaard van zijn grootvader Koning Bounty Ziener en dus halfbroer van zijn vader koning Vlijm, die tevens een geduchte moordenaar is.
 Nadat bekend wordt dat Chevalric een bastaardszoon heeft verwekt, FitzChevalric Ziener, treedt Chevalric af als kroonprins van de Zes Hertogdommen. Onverwacht en ongehoopt neemt Veritas, de tweede zoon, de titel kroonprins over. Chevalric sterft niet veel later. Het officiële verhaal gaat dat hij omkwam door een val van zijn paard, maar in werkelijkheid is hij vergiftigd.

## Leerling en Meester
Veritas is de eerste Ziener die de bastaardzoon van zijn oudere broer Chevalric Ziener onder ogen komt. Fitz wordt daar afgeleverd door zijn grootvader, die van mening is dat de Zieners voortaan voor hem moeten zorgen. Dit tot groot verdriet van Fitz' moeder, een vrouw uit het Bergrijk. Veritas herkent zijn oudere broer meteen terug in zijn neef en registreert zijn naam officieel; FitzChevalric Ziener. Hij neemt Fitz mee naar de Hertenhorst, de koninklijke burcht in de hoofdstad van de Zes Hertogdommen.

Hij heeft intussen veel moeite met het vervullen van zijn nieuwe positie, wetend dat hij niet dezelfde vaardigheden en talenten bezit als zijn oudere broer.
Veritas en Chevalric zijn beide krachtige gebruikers van de koninklijke magie het Vermogen, opgeleid door de bekwame Solicitas. Als de oorlog met de Rode Kapers van Gods Runen uitbreekt en de kusten van de Zes Hertogdommen worden geteisterd door aanvallen van de zeerovers uit het oosten, is hij de enige capabele beoefenaar van de magie. Hiermee is hij in staat de zeeën te overzien en kan hij geesten lezen van mensen aan de kust en op zee. Het Vermogen stelt hem echter ook in staat gedachten te beïnvloeden, schepen op de klippen te laten lopen, strategieën te beïnvloeden en angst en verwarring te zaaien. Hij werkt in de eenzaamheid van zijn toren, vanwaar hij uitkijkt over de zee. De magie vergt echter veel van hem; het ontneemt hem van zijn jeugd, kracht en vitaliteit.
Als zijn vader, koning Vlijm, besluit Fitz onder zijn hoede te nemen en hem zijn man te maken, gaat hij een vriendschappelijke band aan met zijn neef. Fitz kan hem helpen door hem toe te staan zijn krachten af te tappen; hoewel het vermogen van Fitz sterk is vervormd en onbruikbaar is gemaakt door Galen, bezit hij het talent nog wel. Zijn Vermogen is sterk, maar grillig en niet onder controle.
Zijn jongere broer, de verwende en arrogante Prins Regaal Ziener, vindt een geschikte bruid voor Veritas. Prinses Kettricken van het Bergrijk is de dochter van Koning Eyod van het Bergrijk. Ze is echter niet de troonopvolgster van het Bergrijk (of Offer aan het Volk, zoals een vorst daarginds wordt genoemd), vanwege het bestaan haar oudere broer Prins Rurisk van het Bergrijk. In de tijden van nood en oorlog achten de Zes Hertogdommen het verstandig een zevende gebied aan hun natie toe te voegen om het te versterken. FitzChevalric, de moordenaarsleerling van Chade Valster, krijgt de opdracht Prins Rurisk te vermoorden, zodat de Zes Hertogdommen samen met Kettricken de troon van een natie meekrijgen. Fitz probeert dit wanneer hij in het Bergrijk is met een karavaan vanuit de Hertenhorst, voor de huwelijksverbintenis op afstand tussen Veritas en Kettricken. Veritas is op moment druk met het beschermen van de kust tegen de Rode Kapers. Hoewel de aanslag op Prins Rurisk slaagt, komt Ketticken achter de motieven van Fitz en probeert hem te vermoorden. Ook Prins Regaal onderneemt daar een poging toe, maar beide mislukken jammerlijk. Veritas neemt dan contact met Kettricken via het Vermogen van Fitz, om het huwelijk te redden.